# Puente de Sánchez Fabrés
El puente de Sánchez Fabrés es un puente que cruza el río Tormes a su paso por Salamanca (Castilla y León, España). El puente fue terminado de construir en el año 1973 e inaugurado por el ministro de Obras Públicas de España, Gonzalo Fernández de la Mora el 19 de noviembre de ese año, y fue conocido inicialmente como Puente de las Salas Bajas. Fue el tercer puente construido sobre el Tormes en Salamanca para la circulación de vehículos automóviles, tras el puente romano y el de Enrique Estevan y actualmente, uno de los seis puentes que enlazan la orilla derecha del Tormes, donde está el núcleo de la ciudad, con el margen izquierdo.
El ingeniero de caminos fue Manuel Sánchez Fabrés.

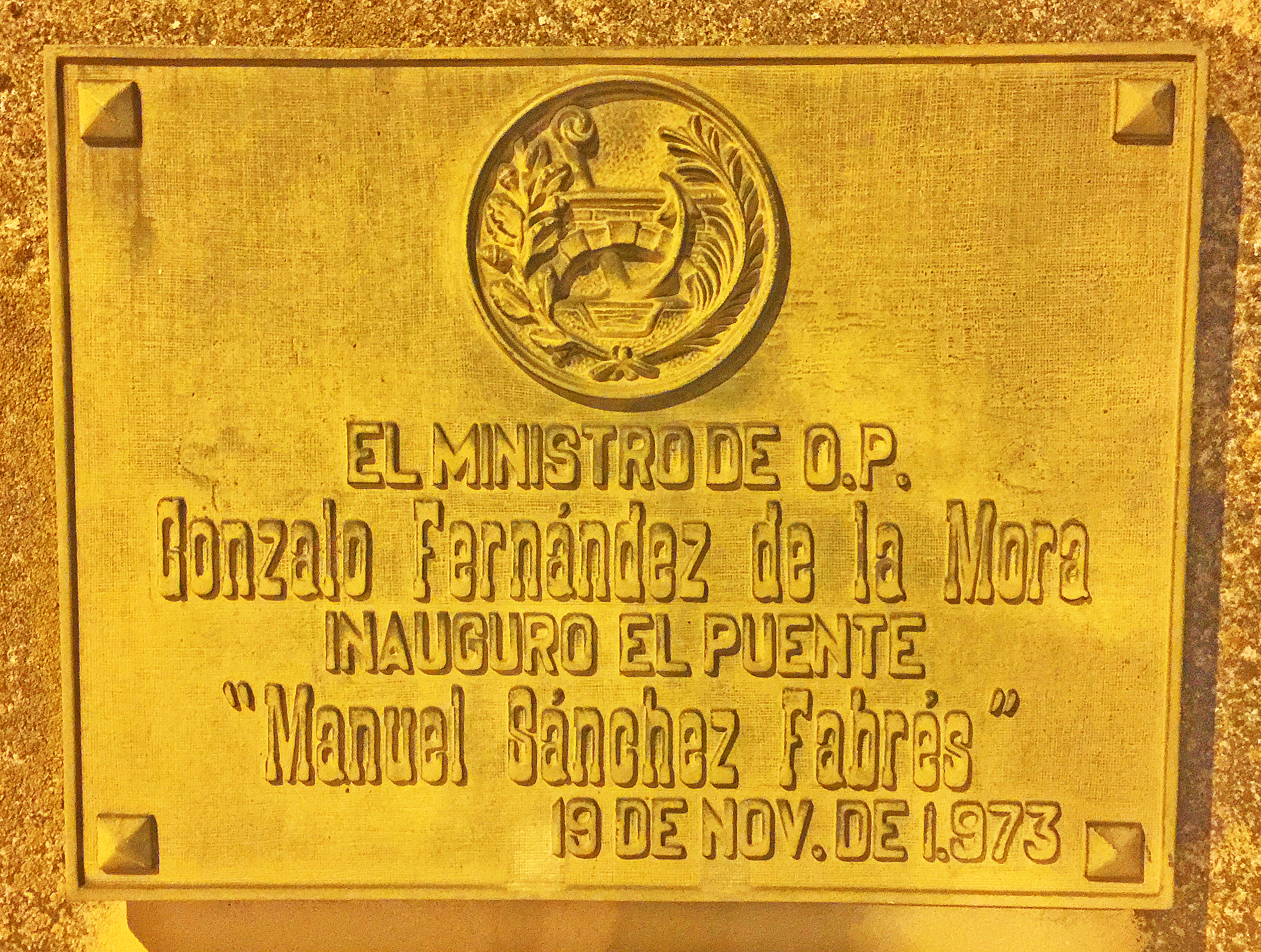
Placa de inauguración del cuarto puente sobre el Tormes en Salamanca situada en la mediana sobre su estribo sur